# Xã Bodcaw, Quận Hempstead, Arkansas
Xã Bodcaw (tiếng Anh: Bodcaw Township) là một xã thuộc quận Hempstead, tiểu bang Arkansas, Hoa Kỳ. Năm 2010, dân số của xã này là 511 người.